# Westlicher Riesrand
Das Gebiet Westlicher Riesrand ist ein im Jahr 2005 durch das Regierungspräsidium Stuttgart nach der Richtlinie 92/43/EWG (Fauna-Flora-Habitat-Richtlinie) angemeldetes Schutzgebiet (Schutzgebietskennung DE-7128-341) im Osten des deutschen Bundeslandes Baden-Württemberg. Mit Verordnung des Regierungspräsidiums Stuttgart zur Festlegung der Gebiete von gemeinschaftlicher Bedeutung vom 30. Oktober 2018 (in Kraft getreten am 11. Januar 2019), wurde das Schutzgebiet ausgewiesen. 

## Lage
Das rund 417 Hektar (ha) große Schutzgebiet „Westlicher Riesrand“ gehört zu den Naturräumen Albuch und Härtsfeld, Östliches Albvorland und Riesalb. Seine fünfzehn Teilgebiete liegen auf einer durchschnittlichen Höhe von 486 m ü. NN und erstrecken sich am westlichen Rand des Nördlinger Rieses in den vier Kommunen
- Bopfingen – 87,65 ha = 21 %
- Kirchheim am Ries – 179,47 ha = 43 %
- Riesbürg – 104,35 ha = 25 %
- Unterschneidheim – 45,91 ha = 11 %

## Beschreibung
Das Schutzgebiet „Westlicher Riesrand“ wird als „kleingegliederte, hügelige Kulturlandschaft mit vier Höhlen, markanten Heidebergen am westlichen Rand des Nördlinger Rieses, enger Verzahnung von Wacholderheiden, Äckern, Wiesen und Hecken und Balmen am Goldberg“ beschrieben.

## Schutzzweck
Wesentlicher Schutzzweck ist die Erhaltung der Griesbuckellandschaft des Meteoriteneinschlags Nördlinger Ries mit großflächigen Vorkommen von Kalk-Magerrasen, Wacholderheiden, Kalk-Pionierrasen, Kalkfelsen mit Felsspaltenvegetation und Flachland-Mähwiesen, Höhlen sowie dem Süßwasserkalkfelsen Goldberg.

## Lebensräume
Die Vielfalt von trockenen und feuchten Lebensraumtypen im Schutzgebiet wird unter anderem mit „Wacholderheiden“, „Kalk-Pionierrasen“, „artenreichen Borstgrasrasen“, „Kalkfelsen mit Felsspaltenvegetation“, „Höhlen“ sowie „mageren Flachland-Mähwiesen“ beschrieben.

### Lebensraumklassen
|                                                        |                                                        |  |      |      |
| Nichtwaldgebiete mit hölzernen Pflanzen, Gestrüpp usw. | Nichtwaldgebiete mit hölzernen Pflanzen, Gestrüpp usw. |  | 2 %  | 2 %  |
| Laubwald                                               | Laubwald                                               |  | 1 %  | 1 %  |
| Mischwald                                              | Mischwald                                              |  | 1 %  | 1 %  |
| Feuchtes und mesophiles Grünland                       | Feuchtes und mesophiles Grünland                       |  | 58 % | 58 % |
| Heide, Steppe, Trockenrasen                            | Heide, Steppe, Trockenrasen                            |  | 1 %  | 1 %  |
| Anderes Ackerland                                      | Anderes Ackerland                                      |  | 37 % | 37 % |
|                                                        |                                                        |  |      |      |

## Zusammenhängende Schutzgebiete
Mit dem FFH-Gebiet „Westlicher Riesrand“ sind die Naturschutzgebiete „Blasienberg“ (1.179), „Goldberg“ (1.034) und „Riegelberg“ (1.172) sowie die Landschaftsschutzgebiete „Ipf mit Blasenberg und Reimersbergle“ (1.36.001) und „Landschaftsteile am Riesrandbereich“ (1.36.039) als zusammenhängende Schutzgebiete ausgewiesen.

## Flora und Fauna
Folgende Art, gemäß Artikel 4 der Richtlinie 2009/147/EG und Anhang II der Richtlinie 92/43/EWG beschrieben, ist zur Beurteilung des Gebiets von entsprechender Bedeutung:
- Großkrebse (Astacidea)
  - Stein- oder Bachkrebs (Austropotamobius torrentium), die kleinste europäische Flusskrebsart